# Eta2 Doradus
Título a ser usado para criar uma ligação interna é Eta2 Doradus.
Eta2 Doradus (40 Doradus) é uma estrela na direção da constelação de Dorado. Possui uma ascensão reta de 06h 11m 15.02s e uma declinação de −65° 35′ 22.9″. Sua magnitude aparente é igual a 5.01. Considerando sua distância de 671 anos-luz em relação à Terra, sua magnitude absoluta é igual a −1.56. Pertence à classe espectral M2.5III. É uma estrela variável suspeita.